# Psihološke operacije
Psihološke operacije so načrtovane operacije, ki posredujejo informacije in indikatorje tuji ciljni publiki, z namenom da bi vplivali na njihove motive, čustva ter na vedenje tuje vlade, organizacij, skupin in posameznikov. Namen je tako viden skozi ustvarjanje posameznih posebnih čustev, vedenj ali obnašanja pri sovražnih, zavezniških ali pa celo nevtralnih ciljnih publikah. Namen je zagotoviti uresničitev lastnih nacionalnih interesov in uspeh vojaške misije. Psihološke operacije predstavljajo glavnega ponudnika informacijskih vsebin znotraj skupka informacijskih operacij. Psihološke operacije so tudi primarni fokus sodobnih informacijskih operacij.
Psihološke operacije imajo zelo velik pomen v sodobnem vojskovanju in če so izvedene na učinkovit način lahko pripomorejo k zmanjšanju bojnega delovanja in morale sovražnika. To se dosega na način, da se znotraj sovražnikovih vojaških vrst vnaša dvome in nezadovoljstvo. Poleg tega pa imajo vlogo ponujanja sredstev vojaškemu poveljniku, da lahko ta z njihovo pomočjo razume in vpliva na različne ciljne publike v njegovem operativnem območju, kar pa ima zelo velik pomen pri doseganju same vojaške zmage.
Psihološke operacije se med seboj delijo na podlagi ravni na katerih se izvajajo. Tako se med seboj delijo na strateške psihološke operacije, operativne psihološke operacije, taktične psihološke operacije in konsolidacijske psihološke operacije. Za strateške psihološke operacije je značilno, da predstavljajo mednarodne informacijske dejavnosti, ki so izvajane s strani vladnih organizacij in se po navadi izvajajo izven vojaške sfere. Operativne psihološke operacije se izvajajo med vojno ali konfliktom, lahko pa tudi prej in po koncu samega konflikta ali vojne. Njihov namen je promovirati učinkovitost strategije poveljnika na določenem operativnem območju. Taktične psihološke operacije se izvajajo na območju, kjer se vojaški poveljnik nahaja med samim konfliktom ali vojno, z namenom podpore misije proti sovražniku. Za konsolidacijske psihološke operacije pa je značilno, da se izvajajo na območju kjer se nahajajo tako zavezniške kot tudi sovražne sile z namenom, da se ustvari takšno vedenje in mišljenje pri sovražniku, ki bi podpiralo delovanje lastnih sil. Da pa psihološke operacije delujejo na najbolj učinkovit način, pa je priporočeno in zaželeno, da so vse ravni med seboj izpopolnjujejo.
Psihološke operacije sicer uporabljajo različna sredstva za prenos svojih sporočil ciljni publiki. Na tej točki je mogoče govoriti o avdialnih, vizualnih kot tudi avdio-vizualnih sredstvih. Med avdialna sredstva in tehnike za distribucijo sporočil prek takšnih sredstev štejemo predvsem radio in radijsko oddajanje, uporabo zvočnikov za prenos sporočil, glasbo in telefonske pogovore. Med vizualna sredstva in tehnike za distribucijo takšnih sporočil štejemo letake, časopise, revije, slike, karikature in bombe z letaki. Takšna sporočila se lahko distribuirajo na različne načine, vendar se primarno prenašajo prek kopenske distribucije (uporaba vojaškega osebja, artilerije in vodoodpornih škatel), distribucije zrak-zemlja (letaki-bombe, baloni, ročna distribucija iz helikopterjev) in posebnih oblik distribucije. Posebne oblike distribucije se navezujejo predvsem na uporabo časopisov, revij in knjig, ki niso primerni za prej omenjene distribucije in se večinoma prenašajo preko pošte, demonstracij in daril. Med avdio-vizualna sredstva in tehnike za distribucij sporočil pa štejemo medsebojno komunikacijo (demonstracije, govorice in javni govori), televizijske prenose, video posnetke in gledališke predstave.
Z razvojem informacijsko-komunikacijske tehnologije pa so psihološke operacije pridobile še dodatno avdio-vizualno raven. Uporaba interneta in spletnih aplikacij omogoča uporabnikom prenos sporočil z neverjetnimi hitrostmi, različnim ciljnim publikam v realnem času. 
Internetne strani so samo eden od pomembnih elementov svetovnega spleta in so najbolj primerne za distribucijo sporočil in produktov psiholoških operacij. Tudi spletna pošta predstavlja pomembno sredstvo za prenašanje sporočil psiholoških operacij. Radijske postaje in podcasting zadnje čase doživljata neverjetno ekspanzijo in omogočajo prenašanje sporočil psiholoških operacij v realnem času in po celotnem spektru svetovnega spleta. Poleg internetnih radijskih postaj pa svoj razcvet doživljajo tudi internetne televizijske postaje, ki za razliko od komercialnih televizijskih postaj, ki so pod močnim političnim nadzorom, omogočajo predvajanje drugačnih, nekonvencionalnih vsebin.